# آتش در شرق (رمان)
آتش در شرق (انگلیسی: Fire in the East) یک داستان تاریخی از سری جنگجوی روم نوشته هری ساید باتوم است، اولین بار در سال ۲۰۰۸ منتشر شد. این اولین رمان از این مجموعه است که بر کارهای مارکوس کلودیوس بالیستا (نسخه داستانی بالیستا یا کالیستوس) تمرکز دارد.
یک افسر نظامی امپراتوری روم که در اصل از آنگل‌های ژرمنی، در جریان بحران نظامی و سیاسی قرن سوم بحران قرن سوم بود.
آتش در شرق پس از انتشار در سال ۲۰۰۸، پنج هفته در لیست ۱۰ برتر بریتانیا بود، و از آن زمان تاکنون بیش از ۱۰۰۰۰۰ نسخه فروخته شده است.